# Pyropteron cirgisa
Pyropteron cirgisa is een vlinder uit de familie wespvlinders (Sesiidae). De wetenschappelijke naam is voor het eerst geldig gepubliceerd in 1912 door Bartel.
De soort komt voor in Europa.